# سیارک ۱۱۰۱۹
سیارک ۱۱۰۱۹ (به انگلیسی: 11019 Hansrott، نامگذاری:1984HR) یازده هزار و نوزدهمین سیارک کشف شده‌است که در ۲۵ آوریل ۱۹۸۴ کشف شد.